# Télé 2 semaines
Télé 2 semaines est un magazine de programmes de télévision qui paraît toutes les deux semaines en France.
Il a été créé par Rémy Pernelet avec Virginie Efira à la une pour le premier numéro.

## Historique

Ancien logo.

Télé 2 semaines est un magazine quinzomadaire français appartenant à la catégorie de la presse de télévision. Il fait partie de la catégorie des « quinzomadaires ». Le premier numéro est paru le 5 janvier 2004.
Initialement vendu pour 1 € le prix a augmenté chaque année pour atteindre en 2021 le prix de 1,90 euro.
Il a été l'un des premiers magazines télé à être vendu à un rythme bimensuel, et son succès a été immédiat, le premier numéro s'étant écoulé à plus d'un million d'exemplaires,.

## Tirage et diffusion
| Années                 | 2011      | 2012      | 2013      | 2014    |
| ---------------------- | --------- | --------- | --------- | ------- |
| Tirage                 | 1 187 322 | 1 107 274 | 1 034 849 | 994 940 |
| Diffusion France payée | 1 003 514 | 936 010   | 878 190   | 841 908 |
| Diffusion totale       | 1 006 391 | 938 784   | 881 950   | 844 844 |